# Đại học Công nghệ Ninh Ba
Đại học Công nghệ Ninh Ba (tiếng Trung: 宁波工程学院; bính âm: Níngbō Gōngchéng Xuéyuàn) là một trường đại học tổng hợp cấp tỉnh nằm ở Ninh Ba, tỉnh Chiết Giang, Trung Quốc.

## Diện tích
Trường đại học có diện tích 428 015,77 mét vuông, trong đó 204.000 mét vuông bao gồm không gian các tòa nhà. Một khuôn viên mới đang được xây dựng và có diện tích 914 791,894 mét vuông. Trường hiện ở quận Giang Bắc. Trước đây thuộc quận Hải Thự.